# Ga Yeonsan
Ga Yeonsan (Tiếng Hàn: 연산역, Hanja: 蓮山驛) là ga trung chuyển cho Tàu điện ngầm Busan tuyến 1 và Tàu điện ngầm Busan tuyến 3 nằm ở ngã tư Yeonsan ở Yeonsan-dong, Yeonje-gu, Busan, Hàn Quốc.

## Lịch sử
- 19 tháng 7 năm 1985: Khai trương hoạt động kinh doanh tại Ga Yeonsan-dong với việc khai trương giai đoạn đầu tiên của Tàu điện ngầm Busan tuyến 1.
- 28 tháng 11 năm 2005: Trở thành ga trung chuyển nhờ khai trương Tàu điện ngầm Busan tuyến 3
- 24 tháng 2 năm 2010: Tên ga đổi thành Ga Yeonsan

## Bố trí ga

### Tuyến số 1 (B2F)
| Tòa thị chính ↑                   |
| \| N/B                            |
| ↓ Đại học Giáo dục Quốc gia Busan |

| Hướng Bắc | ● Tuyến 1 | ← Hướng đi Bujeon · Seomyeon · Bãi biển Dadaepo        |
| Hướng Nam | ● Tuyến 1 | → Hướng đi Dongnae · Myeongnyun · Oncheonjang · Nopo → |

### Tuyến số 3 (B4F)
| Mulmangol ↑ |
| \| N/B      |
| ↓ Geoje     |

| Hướng Bắc | ●Tuyến 3 | ← Hướng đi Mulmangol · Baesan · Mangmi · Suyeong       |
| Hướng Nam | ●Tuyến 3 | → Hướng đi Geoje · Minam · Deokcheon · Gupo · Daejeo → |

## Xung quanh nhà ga
- Ngã tư Yeonsan
- Trường tiểu học Yeonje
- Trường tiểu học Yeoncheon
- Trường trung học cơ sở Yeoncheon
- Trường trung học cơ sở Yeonil
- Trường trung học cơ sở Yeonsan
- Trường trung học ngoại ngữ Busan
- Trường trung học Busan Namil
- Đại học Quốc gia Busan Kyungsang
- Bệnh viện Phụ nữ và Trẻ em Miso
- Trung tâm phúc lợi hành chính Yeonsan 4-dong
- Yeonsanjai APT
- Atrium Wedding Hall
- Yeonsan-dong SK View APT

## Hình ảnh

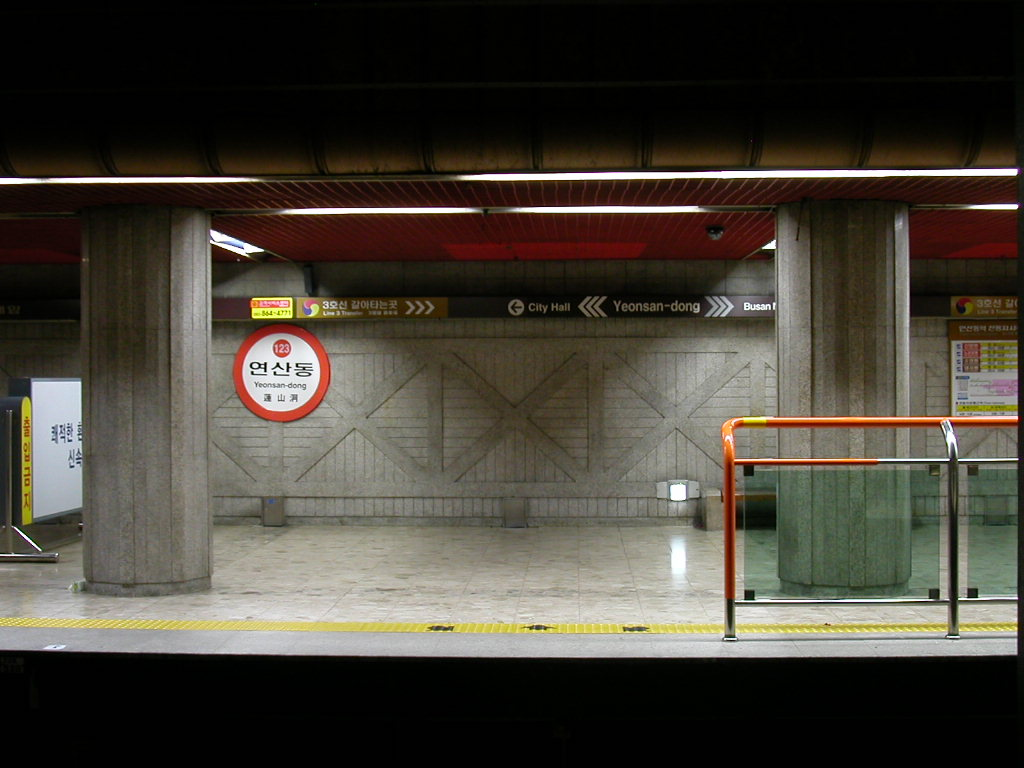
Sân ga Tuyến 1 (Thời ga Yeonsan-dong, trước khi lắp đặt cửa chắn)
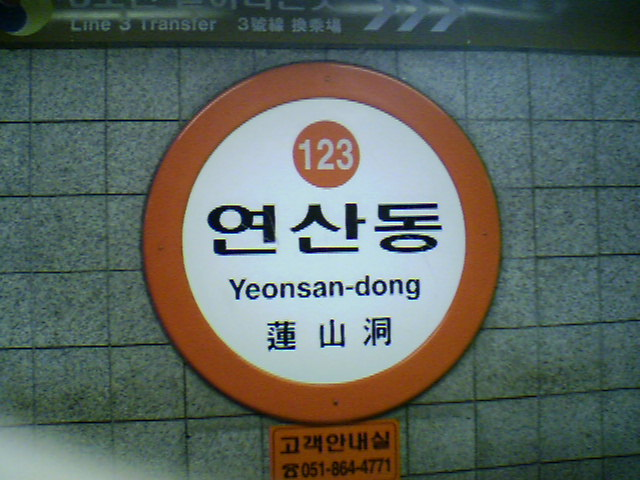
Biển tên ga tuyến 1 (Thời ga Yeonsan-dong)
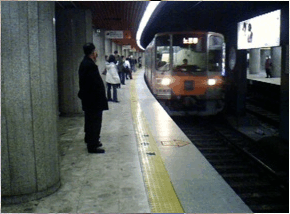
Sân ga tuyến 1 (Năm 2006)
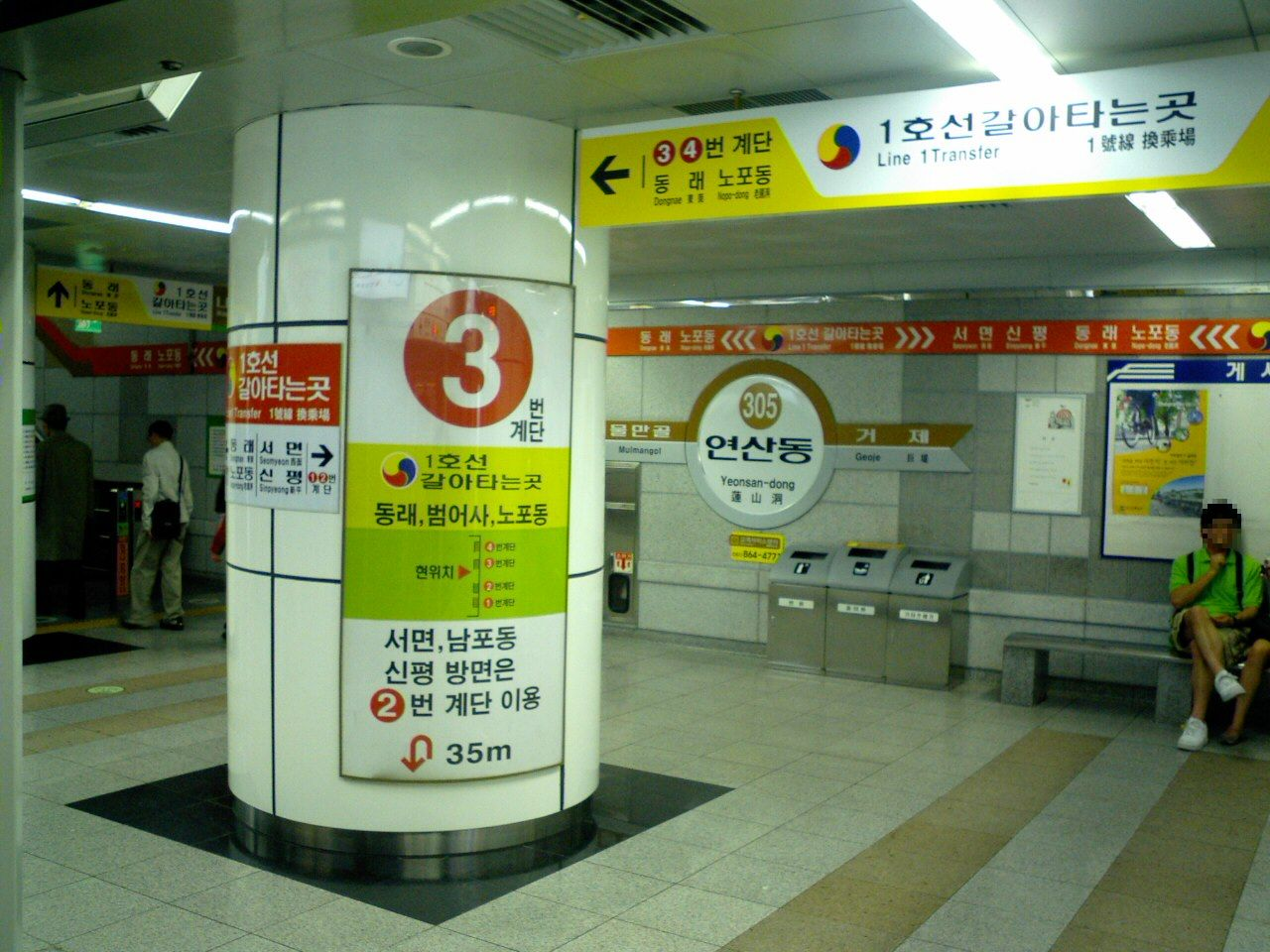
Sân ga tuyến 3 (thời ga Yeonsan-dong)
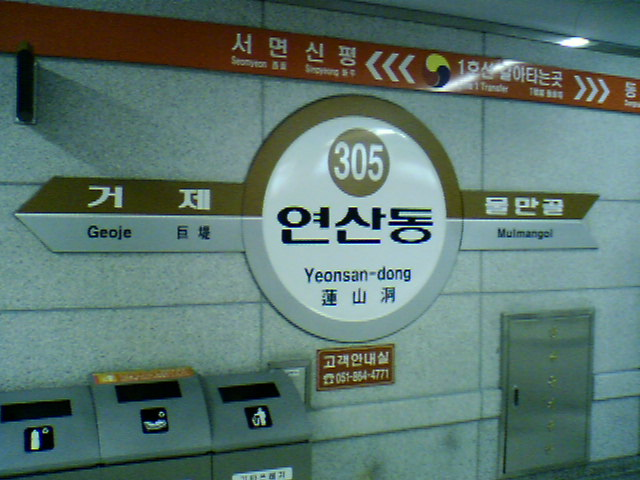
Biển tên ga tuyến 3 (Thời ga Yeonsan-dong)
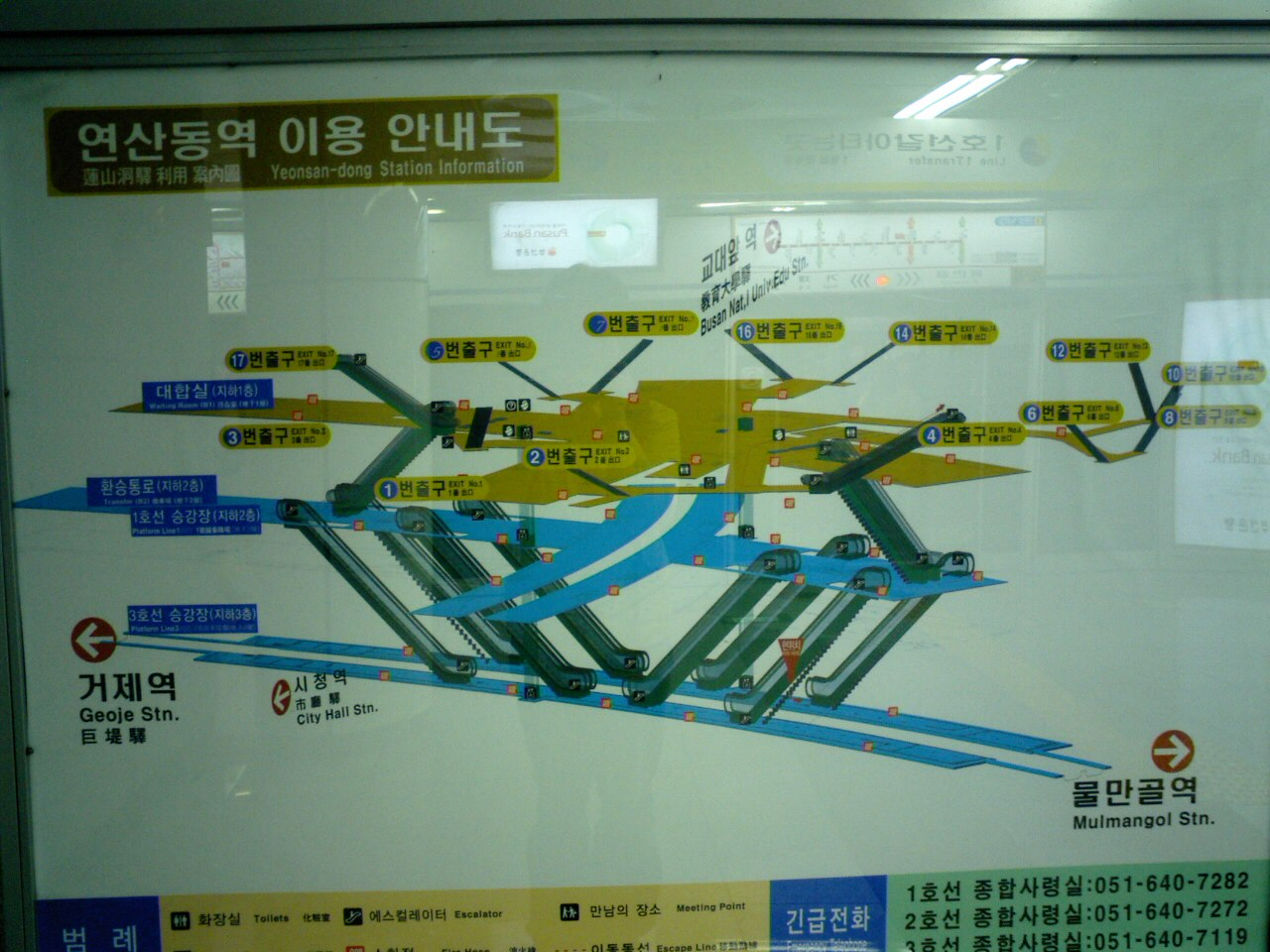
Bản đồ hướng dẫn
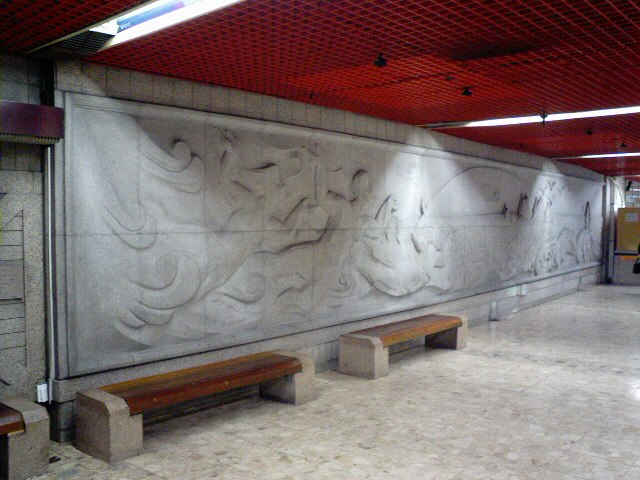
Bức tranh tường (Sân ga hướng Bãi biển Dadaepo)
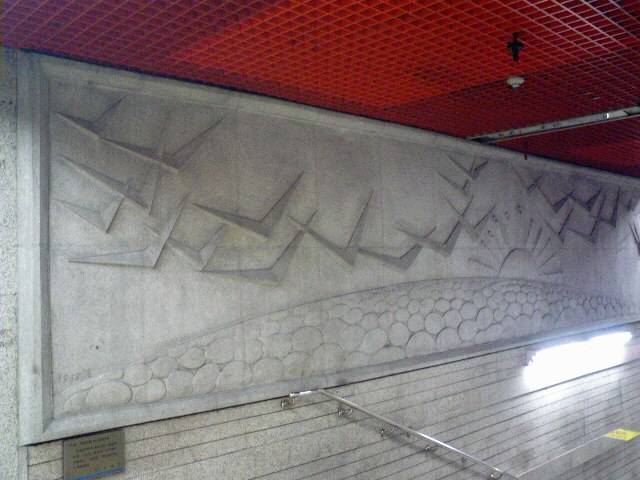
Bức tranh tường (Sân ga hướng Nopo)
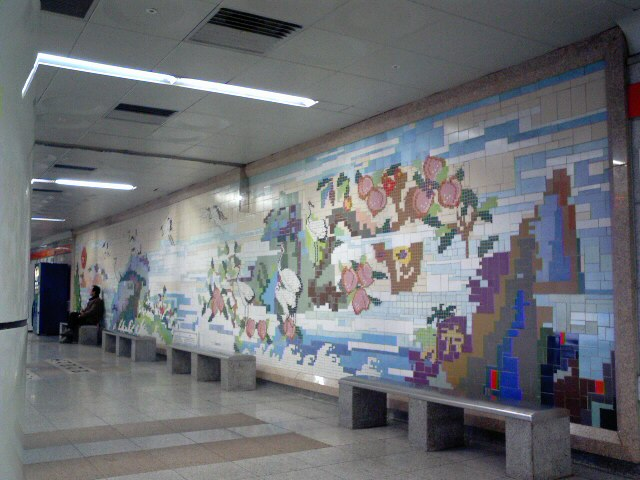
Bức tranh tường (Sân ga hướng Daejeo)